# La Facture (émission de télévision)
La Facture est une émission hebdomadaire diffusée sur ICI Radio-Canada Télé.
L'émission a terminé sa 28e saison en avril 2023. La Facture a été animée par Gilles Gougeon de 1995 à 2003, par Pierre Craig de 2003 à 2016 et par François Sanche depuis 2016.
La Facture se consacre à la consommation et aux administrations publiques. Par l’entremise de reportages, l’équipe se donne le mandat d’enquêter sur les injustices vécues par les citoyens. La population du Canada, particulièrement du Québec, alimente les reportages de l'émission en contactant l'équipe pour faire part d'une problématique vécue.